# Törökország csatlakozása az Európai Unióhoz
Törökország formális csatlakozási kérelme az Európai Közösséghez 1987. április 14-i keltezésű. Törökország 1963 óta társult tagja az Európai Uniónak ('63-ban még az Európai Gazdasági Közösséggel lépett ilyen kapcsolatra, melyből az Európai Közösség, majd az EU lett), illetve 1949 óta tagja az Európa Tanácsnak. Alapítása óta tagja az 1961-ben létrehozott Gazdasági Együttműködési és Fejlesztési Szervezetnek (OECD) illetve alapító tagja 1973-ban létrehozott Európai Biztonsági és Együttműködési Szervezetnek (OSCE). 1992 óta társult tagja a Nyugat-európai Uniónak, 1995-ben pedig vámunióra lépett az EU-val. Az Unió Törökország csatlakozási kérelmét 1999. december 14-én, az Európai Tanács Helsinkiben tartott soros értekezletén „ismerte el” hivatalosan. A tárgyalások 2005. október 3-án kezdődtek, befejezésük pedig a közeljövőben nem várható.

## Történeti áttekintés

### Háttér

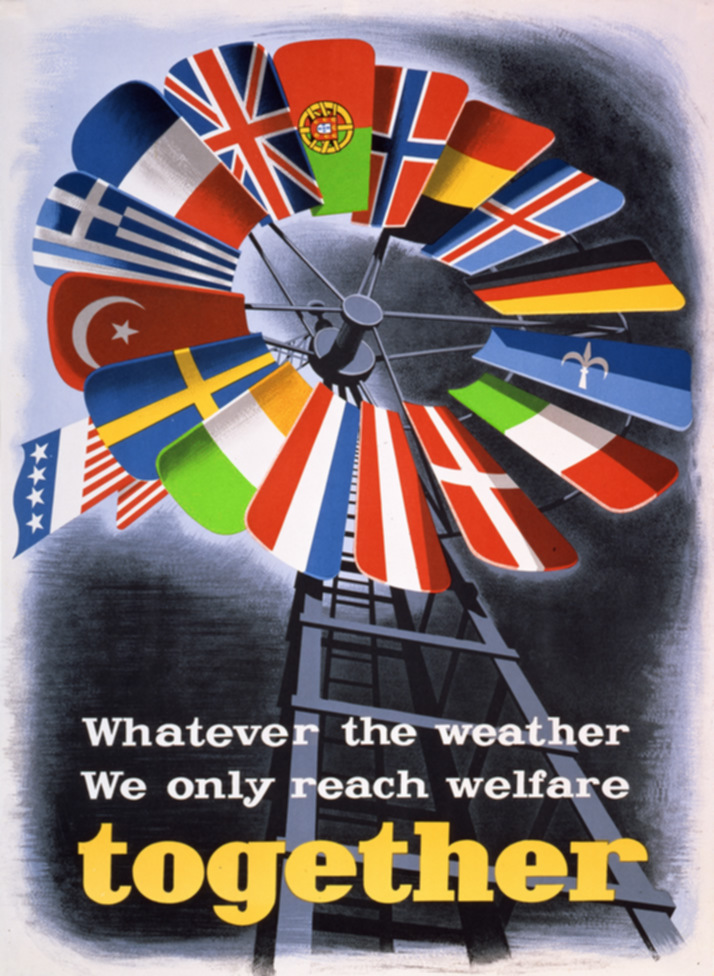
A Marshall-tervet népszerűsítő plakátok egyike

Az első világháborút követően az Oszmán Birodalom összeomlott, Mustafa Kemal Atatürk a török függetlenségi háború során elérte, hogy Törökország megmaradt területét ne szabdalják fel az antanthatalmak között, majd 1923-ban kikiáltották a köztársaságot. Atatürk reformjai segítségével megkezdődött az ország szekularizációja és modernizálása. A második világháború során Törökország egészen 1945 februárjáig semleges maradt, majd hadat üzent Németországnak és Japánnak, így jogot nyert az ENSZ alapító tagságára. 1947-ben a Marshall-terv keretében anyagi támogatást kapott, 1949-ben az Európa Tanács, 1952-ben pedig a NATO tagja lett.

### 1960–1990-es évek
Törökország 1959-ben nyújtotta be csatlakozási kérelmét az Európai Gazdasági Közösséghez, 1963. szeptember 12-én pedig aláírta az ankarai egyezményt, mely gazdasági együttműködést (vámunió) tett lehetővé. 1970 novemberében elkészült az időrendi táblázat a Törökország és az EGK között fennálló vámtarifák eltörléséről.
1987. április 14-én Törökország benyújtotta csatlakozási kérelmét az Európai Közösséghez, 1989-ben az Európai Bizottság azzal válaszolt, hogy Törökország gazdasági és politikai helyzete, a török–görög kapcsolatok illetve a ciprusi válság miatt az időpont nem alkalmas a csatlakozási tárgyalások megkezdéséhez. 1995-ben Törökország vámunióra lépett az Európai Unióval, 1999 decemberében pedig az unió hivatalosan is elismerte Törökország jogosultságát a csatlakozásra.

### Az ezredforduló után

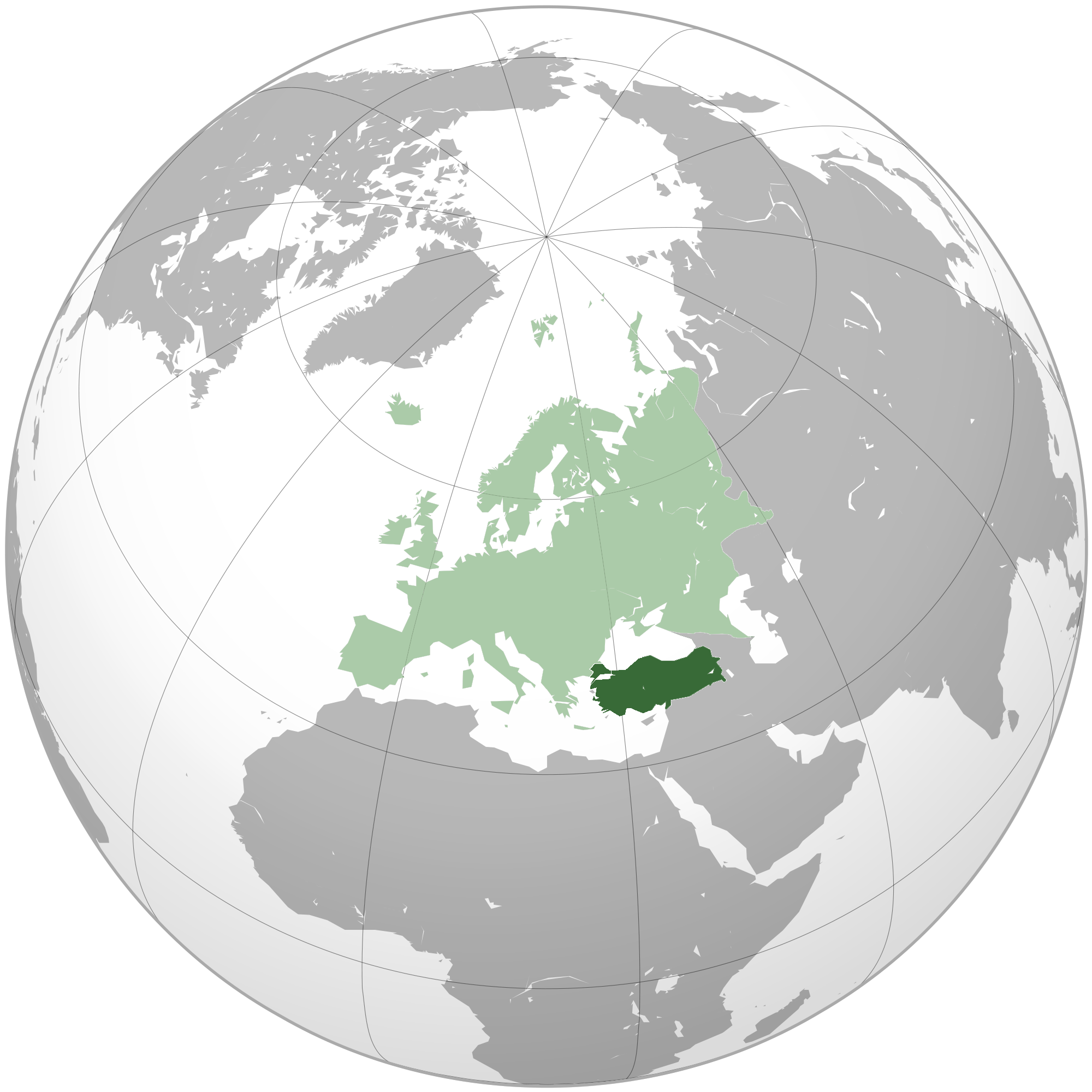
Az európai kontinens térképe Törökországgal (sötétzöld)

2002-ben az Európai Unió kijelentette, hogy hajlandó késlekedés nélkül megkezdeni a tárgyalásokat Törökországgal, amint az teljesíti a koppenhágai kritériumokat.
Az Európai Bizottság szerint a tárgyalások legkorábban 2005-ben indulhattak meg; 2004. december 17-én döntöttek úgy, hogy a tárgyalásokat 2005. október 3-án kezdik meg Törökországgal. Az Osztrák Néppárt és a német Kereszténydemokrata Unió azt javasolta, hogy Törökországot teljes tagság helyett egy úgynevezett „kivételes partneri viszonnyal” (privileged partnership) vegyék fel az unióba, ennek ellenére azonban megkezdődtek a tárgyalások Törökország teljes tagságáról.
Törökország csatlakozását a tárgyalások megkezdése óta több esemény is hátráltatja. Ausztria és Franciaország is népszavazást szeretne tartani a kérdésről. A ciprusi kérdés továbbra is az egyik legnagyobb hátráltató tényező. 2007 márciusában Olli Rehn bővítésért felelős európai biztos figyelmeztette Törökországot, hogy a reformok lassulása és a ciprusi kérdés súlyosan veszélyezteti a csatlakozási tárgyalásokat. A ciprusi helyzet miatt az EU 2006 decemberében felfüggesztette a tárgyalásokat, melyek 2007 márciusában indultak újra.

### Jövőbeli tervek
A legkorábbi dátum Törökország csatlakozására 2013 lehet, Ankara ezt az időpontot tűzte ki célul, Brüsszel azonban ezt nem támogatja. Elképzelhető, hogy a csatlakozás csak 2021-ben valósulhat meg.

### Időrendben

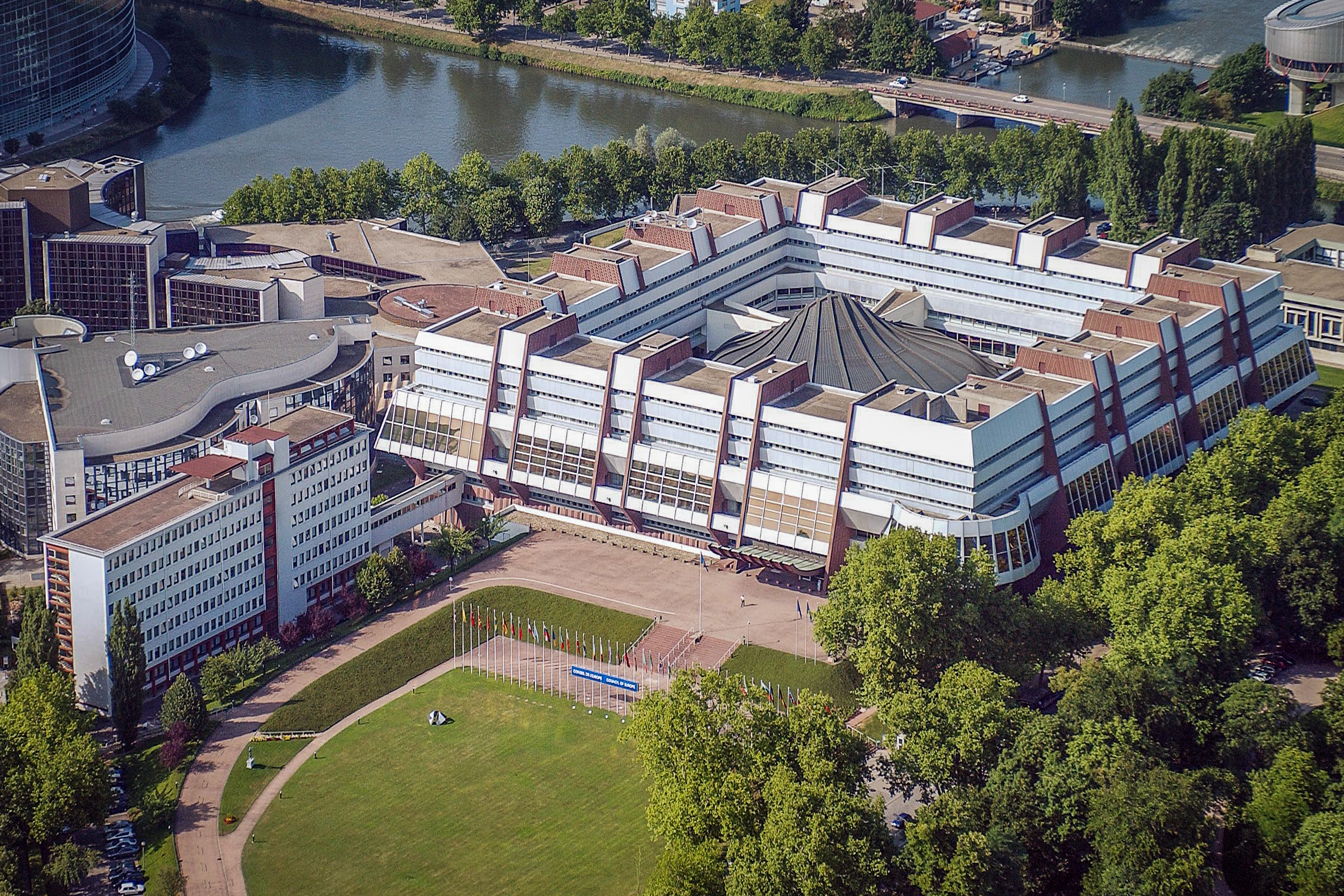
Az Európa Tanács központja; Törökország 1949-ben lett tagja.

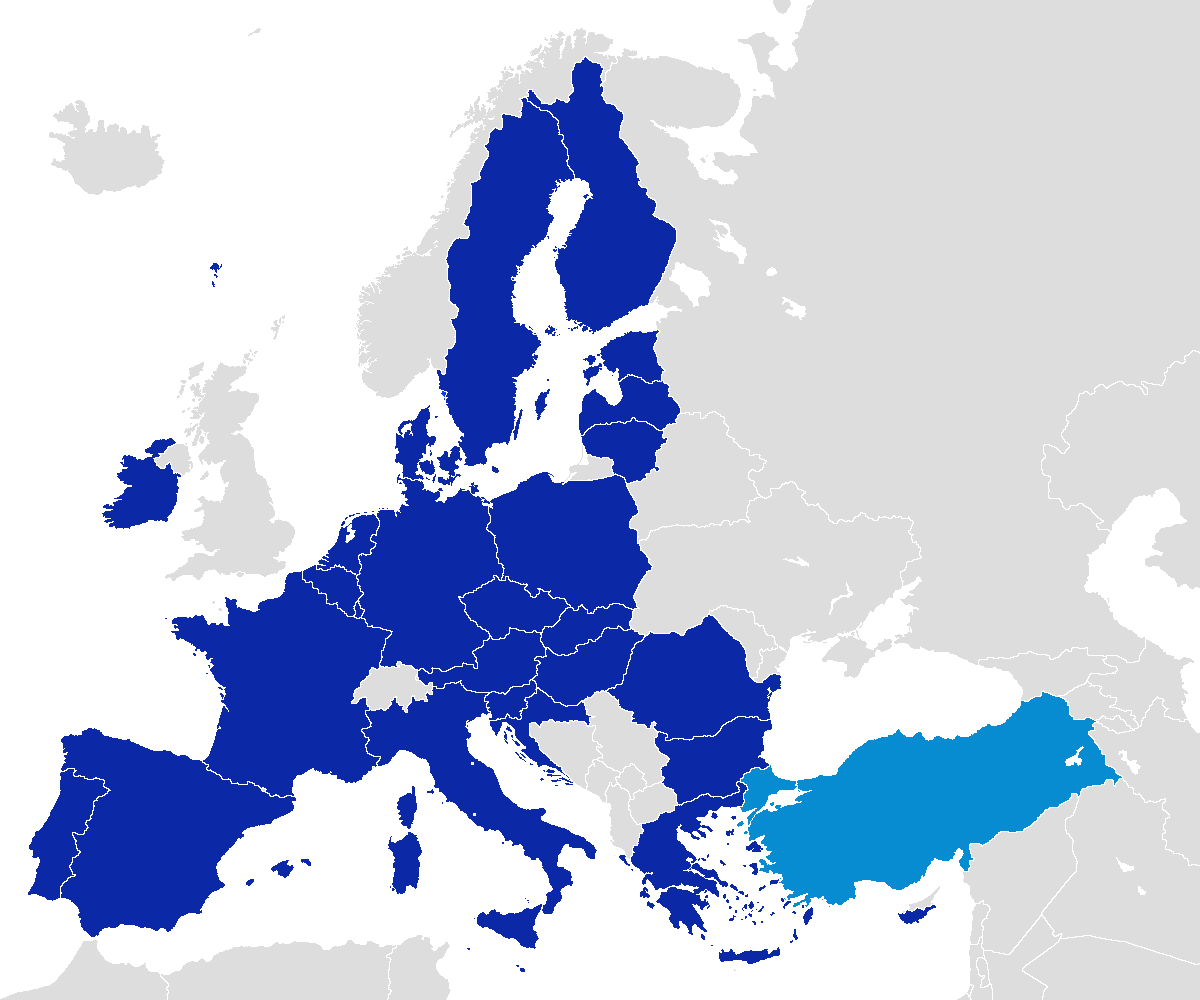
Tagjai az Európai Unió és a tagjelölt Törökország.

1959. július 31. – Törökország jelentkezik az Európai Gazdasági Közösségbe
1963. szeptember 12. – Ankarai egyezmény
1964. december 1. – A társulási egyezmény hatályba lépése
1980 – A katonai puccs miatt befagyasztják a kapcsolatokat
1983 – A választásokat követően a kapcsolatok helyreállnak
1987. április 14. – Csatlakozási kérelem az Európai Közösséghez
1989. december 18. – Az Európai Bizottság visszautasítja a tárgyalások azonnali megkezdését Törökország külpolitikai kapcsolataira (török–görög viszony, ciprusi konfliktus) hivatkozva
1995. március 6. – Vámunió
1999. december – Az Európai Tanács hivatalosan is elismeri Törökország csatlakozási kérelmének jogosultságát
2002. december 12. – Az Európai Tanács kijelenti, hogy haladéktalanul megkezdi a tárgyalásokat Törökországgal, amennyiben az teljesíti a koppenhágai kritériumokat.
2002. november 3. – A 2002-es választások az uniós tagságot pártoló Igazság és Fejlődés Pártja győzelmét eredményezik
2004 – Törökország és Észak-Ciprus támogatja Ciprus újraegyesítését, a ciprusi görögök azonban elutasítják
2004. december 17. – Az Európai Unió beleegyezik a tárgyalások megkezdésébe
2005. október 3. – Megkezdődik a tárgyalási fejezetek kifejtése
2006. június 12. – A tudomány és kutatás fejezet megnyitása és lezárása
2006. december 11. – A Ciprussal való további konfliktusok miatt az EU felfüggeszti a tárgyalásokat, és kijelenti, hogy nem nyitnak meg újabb fejezeteket, míg a problémát nem orvosolják
2007. március 29. – A vállalkozási és iparpolitika fejezet megnyitása
2007. június 25. – A statisztika és pénzügyi ellenőrzés fejezet megnyitása, a gazdasági és pénzügyi jog fejezet megnyitását Nicolas Sarkozy megvétózta.
2007. december 20. – Az egészség- és fogyasztóvédelem, valamint a transzeurópai közlekedés fejezetek megnyitása.
2008. június 17. – A társasági jog és szellemi tulajdon törvényi szabályozása fejezetek megnyitása.
2008. december 19. – A tőke szabad áramlása és az információs társadalom és média fejezetek megnyitása
2009. június 30. – Az adózás fejezet megnyitása

## A tárgyalási fejezetek állapota
Az unióhoz való csatlakozás feltétele, hogy Törökország befejezze a tárgyalásokat az Európai Bizottságal az acquis communautaire mind a 35 fejezetével kapcsolatban. Az Európai bizottság minden évben közzétesz egy riportot a tagjelölt országgal történő tárgyalások menetéről, a fejlődés mértékéről. A legutóbbi jelentés 2018. április 17-én készült.
| Tárgyalási fejezet                                               | EU-értékelés a kezdetekkor          | EU-értékelés 2018-ban       | Vizsgálat kezdete | Vizsgálat vége | Fejezet megnyitva | Fejezet lezárva | Fejezet befagyasztva |
| ---------------------------------------------------------------- | ----------------------------------- | --------------------------- | ----------------- | -------------- | ----------------- | --------------- | -------------------- |
| 1. Áruk szabad mozgása                                           | További lépések szükségesek         | Jól előkészített            | 2006. 1. 16.      | 2006. 2. 24.   | –                 | –               | 2006. 12. 11.        |
| 2. Munkavállalók szabad mozgása                                  | Nehéz befogadtatni                  | Nehéz befogadtatni          | 2006. 7. 19.      | 2006. 9. 11.   | –                 | –               | –                    |
| 3. Vállalatalapítás joga és a szolgáltatások szabadsága          | Nehéz befogadtatni                  | Nehéz befogadtatni          | 2005. 11. 21.     | 2005.12.20.    | 2005. 10. 3.      | –               | 2006. 12. 11.        |
| 4. Tőke szabad áramlása                                          | További lépések szükségesek         | Mérsékelten előkészített    | 2005. 11. 25.     | 2005. 12. 22.  | –                 | –               | –                    |
| 5. Közbeszerzés                                                  | Összeegyeztethetetlen az acquis-val | Mérsékelten előkészített    | 2005. 11. 7.      | 2005. 11. 28.  | –                 | –               | –                    |
| 6. Társasági jog                                                 | Nagyobb erőfeszítés szükséges       | Összehangolva az acquis-val | 2006. 6. 21.      | 2006 . 7. 20.  | 2008. 6. 17.      | –               | –                    |
| 7. Szellemi tulajdon törvényi szabályozása                       | További lépések szükségesek         | Jól előkészített            | 2006. 2. 6.       | 2006. 3. 3.    | 2008. 6. 17.      | –               | –                    |
| 8. Versenyjog                                                    | Nehéz befogadtatni                  | Némileg előkészített        | 2005. 11. 8.      | 2005. 12. 2.   | –                 | –               | –                    |
| 9. Pénzügyi szolgáltatások                                       | Nagyobb erőfeszítés szükséges       | Jól előkészített            | 2006. 3. 29.      | 2006. 5. 3.    | 2005. 10. 3.      | –               | 2006. 12. 11.        |
| 10. Információs társadalom és média                              | További lépések szükségesek         | Némileg előkészített        | 2006. 6. 12.      | 2006. 7. 14    | 2008. 12. 19.     | –               | –                    |
| 11. Mezőgazdaság és vidékfejlesztés                              | Nehéz befogadtatni                  | Némileg előkészített        | 2005. 12. 5.      | 2006. 1. 26.   | –                 | –               | 2006 . 12. 11.       |
| 12. Élelmiszer-biztonság, állat- és növényegészségügy            | Nehéz befogadtatni                  | Némileg előkészített        | 2006. 3. 9.       | 2006. 4. 28.   | –                 | –               | –                    |
| 13. Halászat                                                     | Nehéz befogadtatni                  | Nehéz befogadtatni          | 2006. 2. 24.      | 2006. 3. 31.   | –                 | –               | 2006. 12. 11.        |
| 14. Közlekedés                                                   | Nagyobb erőfeszítés szükséges       | Mérsékelten előkészített    | 2006. 6. 26.      | 2006. 9. 28.   | –                 | –               | 2006. 12. 11.        |
| 15. Energiaügy                                                   | Nagyobb erőfeszítés szükséges       | Mérsékelten előkészített    | 2006. 5. 15.      | 2006. 6. 16.   | –                 | –               | –                    |
| 16. Adózás                                                       | Nagyobb erőfeszítés szükséges       | Mérsékelten előkészített    | 2006. 6. 6.       | 2006. 7. 12.   | 2009. 6. 30.      | –               | –                    |
| 17. Gazdasági és pénzügyi jog                                    | Nagyobb erőfeszítés szükséges       | Mérsékelten előkészített    | 2006. 2. 16.      | 2006. 3. 23.   | 2008. 12. 19.     | –               | –                    |
| 18. Statisztika                                                  | Nagyobb erőfeszítés szükséges       | Mérsékelten előkészített    | 2006. 6. 19.      | 2006. 7. 18.   | 2007. 6. 25.      | –               | –                    |
| 19. Szociális politika és foglalkoztatásügy                      | Nagyobb erőfeszítés szükséges       | Némileg előkészített        | 2006. 2. 8.       | 2006. 3. 22.   | –                 | –               | –                    |
| 20. Vállalkozási és iparpolitika                                 | Nem számítanak nagyobb problémákra  | Jól előkészített            | 2006. 3. 27.      | 2006. 5. 5.    | 2007. 3. 29.      | –               | –                    |
| 21. Transzeurópai hálózatok                                      | Nagyobb erőfeszítés szükséges       | Összehangolva az acquis-val | 2006. 6. 30.      | 2006. 9. 29.   | 2007. 12. 19.     | –               | –                    |
| 22. Regionális politika és a strukturális eszközök koordinációja | Nagyobb erőfeszítés szükséges       | Mérsékelten előkészített    | 2006. 9. 11.      | 2006. 10. 10.  | –                 | –               | –                    |
| 23. Igazságszolgáltatás és alapvető jogok                        | Nagyobb erőfeszítés szükséges       | Nehéz befogadtatni          | 2006. 9. 7.       | 2006. 10. 13.  | –                 | –               | –                    |
| 24. Jogérvényesülés, szabadság és biztonság                      | Nagyobb erőfeszítés szükséges       | Mérsékelten előkészített    | 2006. 1. 23.      | 2006. 2. 15.   | –                 | –               | –                    |
| 25. Tudomány és kutatás                                          | Nem számítanak nagyobb problémákra  | Összehangolva az acquis-val | 2005. 10. 20.     | 2005. 11. 14.  | 2006. 6. 12.      | 2006. 6. 12.    | –                    |
| 26. Oktatás és kultúra                                           | További lépések szükségesek         | Mérsékelten előkészített    | 2005. 10. 26.     | 2005. 11. 16.  | –                 | –               | –                    |
| 27. Környezetvédelem                                             | Összeegyeztethetetlen az acquis-val | Némileg előkészített        | 2006. 4. 3.       | 2006. 6. 2.    | –                 | –               | –                    |
| 28. Fogyasztó- és egészségvédelem                                | További lépések szükségesek         | Jól előkészített            | 2006. 6. 8.       | 2006. 7. 11.   | 2007. 12. 19.     | –               | –                    |
| 29. Vámunió                                                      | Nem számítanak nagyobb problémákra  | Jól előkészített            | 2006. 1. 31.      | 2006. 3. 14.   | –                 | –               | 2006. 12. 11.        |
| 30. Külkapcsolatok                                               | Nem számítanak nagyobb problémákra  | Mérsékelten előkészített    | 2006. 7. 10.      | 2006. 9. 13.   | –                 | –               | 2006. 12. 11.        |
| 31. Külpolitika, biztonságpolitika, védelmi politika             | További lépések szükségesek         | Mérsékelten előkészített    | 2006. 9. 14.      | 2006. 10. 6.   | –                 | –               | –                    |
| 32. Pénzügyi felügyelet                                          | További lépések szükségesek         | Jól előkészített            | 2006. 5. 18.      | 2006. 6. 30.   | 2005. 10. 3.      | –               | –                    |
| 33. Pénzügyi és költségvetési rendelkezések                      | Nem számítanak nagyobb problémákra  | Némileg előkészített        | 2006. 9. 6.       | 2006. 10. 4.   | –                 | –               | –                    |
| 34. Intézmények                                                  |                                     |                             |                   |                |                   |                 |                      |
| 35. Más                                                          | –                                   | –                           | –                 | –              | -                 | –               | –                    |
|                                                                  |                                     |                             |                   |                |                   |                 | frissít              |

## A török tagság problematikája

### Hatása az Európai Unióra

A Nabucco-gázvezeték tervezett útvonala

A Törökország csatlakozását támogatók egyik érve, hogy Törökország régiós hatalom, stratégiai szempontból is fontos mind az Európai Unió, mind az Amerikai Egyesült Államok számára. Gazdasági szempontból is lényeges szerepet tölt be és a NATO második legnagyobb hadseregével rendelkezik. Az ország fekvése (hozzáférés a Földközi-tengerhez, a Fekete-tengerhez, kapcsolatok a Közel-Kelettel és Közép-Ázsiával), történelme és külkapcsolatai segíthetik az EU geopolitikai helyzetét.
Carl Bildt, Svédország külügyminisztere szerint Törökország csatlakozása elősegíthetné az EU stabilitási törekvéseit a Földközi-tenger és a Fekete-tenger keleti részén. Az Egyesült Királyság szintén pártolja Törökország csatlakozását.
Törökország 71 milliós népességével az Európai Unió második legnagyobb állama lenne a delegált európai parlamenti képviselők számát tekintve. A demográfiai előrejelzések szerint 2020-ra a török parlamenti képviselők száma meghaladná Németországét az Európai Parlamentben.
Törökország tagsága a későbbi bővítés problémáját is felveti, főképp a jelentkező országok számát és földrajzi helyzetét tekintve. Valéry Giscard d’Estaing francia politikus szerint a nagyrészt Ázsiában fekvő Törökország felvétele például Marokkó felvételéhez is vezethetne, akinek jelentkezését éppen földrajzi fekvése miatt utasították el. Nicolas Sarkozy francia elnök szerint „Törökországnak nincs helye az Európai Unióban”, határokat kell szabni a bővítésnek, mert a határtalan bővítés „az európai politikai egység lerombolását kockáztatja”. Franciaország mellett Ausztria is ellenzi Törökország felvételét és Angela Merkel német kancellár is hasonló véleményen van. Ezzel szemben Barack Obama amerikai elnök pártolja a törökök felvételét az EU-ba.
Franciaország változtatni kívánt az alkotmányán annak érdekében, hogy népszavazást lehessen kiírni minden olyan állam felvételéről az Európai Unióba, melynek lakossága meghaladja az unió teljes lakosságának 5%-át, ez Törökországot és Ukrajnát érintette volna. A szenátus azonban elutasította a tervezetet, azzal az indokkal, hogy ez rontana Franciaország kapcsolatain Ankarával.

### Gazdaság

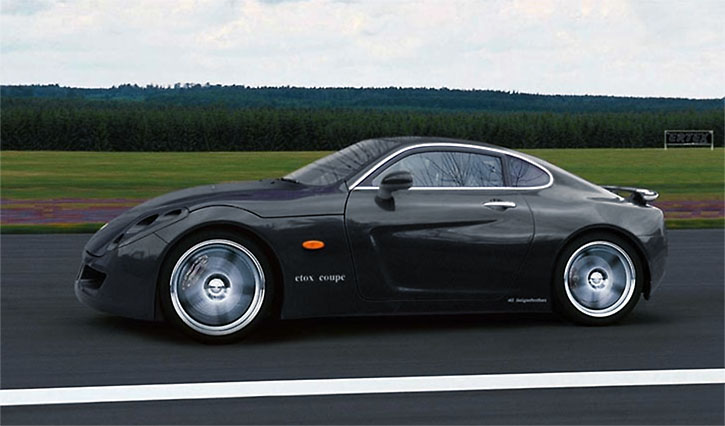
Etox Zafer, török gyártmányú sportautó

Törökország gazdasága a GDP alapján 2008-ban a Világbank felmérése szerint a tizenötödik volt a világon, megelőzve ezzel több Európai Uniós országot és Ausztráliát is. Törökország az OECD és a G20-ak alapító tagjai közé tartozik. 1995-ben vámuniót létesített az Európai Unióval, mely elősegíti az ország exportját és egyben megkönnyíti a külföldi befektetések vonzását. 2008-ban Törökország exportja elérte a 141,8 milliárd dollárt, fő kereskedelmi partnere az Európai Unió, az Amerikai Egyesült Államok, Oroszország és Japán. Az import 204,8 milliárd dollár értékű, Oroszországból az importáruk 13,8%-a, Németországból 10,3%-a, Kínából 7,8%-a, Olaszországból 6%-a, az USA-ból 4,8%-a, Franciaországból 4,6%-a, Iránból 3,9%-a, az Egyesült Királyságból 3,2%-a érkezik. Az EU-import összesen 40,4%-ot, az ázsiai import 27%-ot tesz ki.

### Népesség
2005-ben Törökország népessége 71,5 millió fő volt, évente pedig mintegy 1,5%-kal növekszik. A lakosság fiatal, 25,5%-uk tizenöt év alatti.
Törökország az Európai Unió második legnagyobb állama lenne a delegált európai parlamenti képviselők számát tekintve. A demográfiai előrejelzések szerint 2020-ra a népességnövekedés következtében a török parlamenti képviselők száma meghaladná Németországét az Európai Parlamentben.

### Külkapcsolatok az EU tagállamaival

#### Ciprus

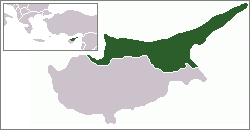
Észak-Ciprust csak Törökország ismeri el

Ciprus 1960-ban önálló állammá vált, melynek elnöke III. Makáriosz érsek, alelnöke pedig a török ciprióta Fazıl Küçük lett. 1963-ban mind a ciprusi, mind a török oldalon olyan események zajlottak, melyek kedvezőtlenül befolyásolták a szigetállam sorsát. Karácsony este a görögök megtámadták a szigeten élő törököket. Törökország az angol kormánytól kért segítséget, mivel a ciprusi szerződésben az angolok rendelkeztek a béke helyreállításának jogával, London azonban az ENSZ-hez fordult, az ENSZ pedig leállította a kisebbség ellen elkövetett mészárlásokat. Lyndon B. Johnson amerikai elnök levélben figyelmeztette a törököket, hogy ha megtámadják a ciprusi görögöket, akkor a NATO nem áll ki mellettük. 1964 tavaszán ENSZ-békefenntartók (UNFICYP) érkeztek a szigetre.
1967-ben Görögországban szélsőjobboldali katonai junta került hatalomra, mely tovább bátorította a sziget nacionalistáit. 1974. július 15-én a ciprusi nemzeti gárda államcsínyt hajtott végre. Bülent Ecevit török miniszterelnök ismét az angolokhoz fordult segítségért, akik megint csak elutasították azt. Mivel a törökök számára elfogadhatatlan volt, hogy Nagy-Britannia és Amerika áldását adja a Szampszón-rendszerre, Ecevit elrendelte a török hadsereg partraszállását, melyet 1974. július 20-án, Atilla hadművelet kódnéven hajtottak végre. Augusztus 14-én egy újabb rohammal sikerült a sziget területének mintegy 40%-át elfoglalniuk, Ciprus kettészakadt. A sziget két oldalát a zöld vonal elnevezésű demarkációs vonallal választották el, mely ma is 180 km hosszan húzódik, kettévágva többek között Nicosia városát is. 1975-ben a sziget török részének vezetősége kikiáltotta a Török Föderális Államot, majd 1983-ban az Észak-Ciprusi Török Köztársaságot, melyet Törökországon kívül egyetlen ország sem ismert el.
Törökország azóta is konfliktusban áll Ciprussal, ami többször is hátráltatta a csatlakozási tárgyalásokat. Törökország és Észak-Ciprus 2004-ben támogatta a Ciprus újraegyesítését irányozó Annan-tervet, a ciprusi görögök azonban elutasították azt.

#### Görögország
Az évszázados ellenségekként számon tartott két ország kapcsolata a történelem folyamán lassan átalakult. Elefthériosz Venizélosz miniszterelnök például 1934-ben Nobel-békedíjra jelölte Atatürköt. Az 1999-es izmiti földrengés után Görögország felajánlotta segítségét a törököknek, amit Törökország a későbbi görögországi földrengés alkalmával viszonzott, ezzel megindult a diplomáciai közeledés is.
Kosztasz Karamanlisz görög miniszterelnök támogatja Törökország teljes európai uniós tagságát. 2005-ben az Európai Bizottság a török–görög kapcsolatokat „pozitívan fejlődőnek” nevezte, mindazonáltal megjegyezte, hogy a vízi határok vitájában nem történt előrehaladás.

### Vallás

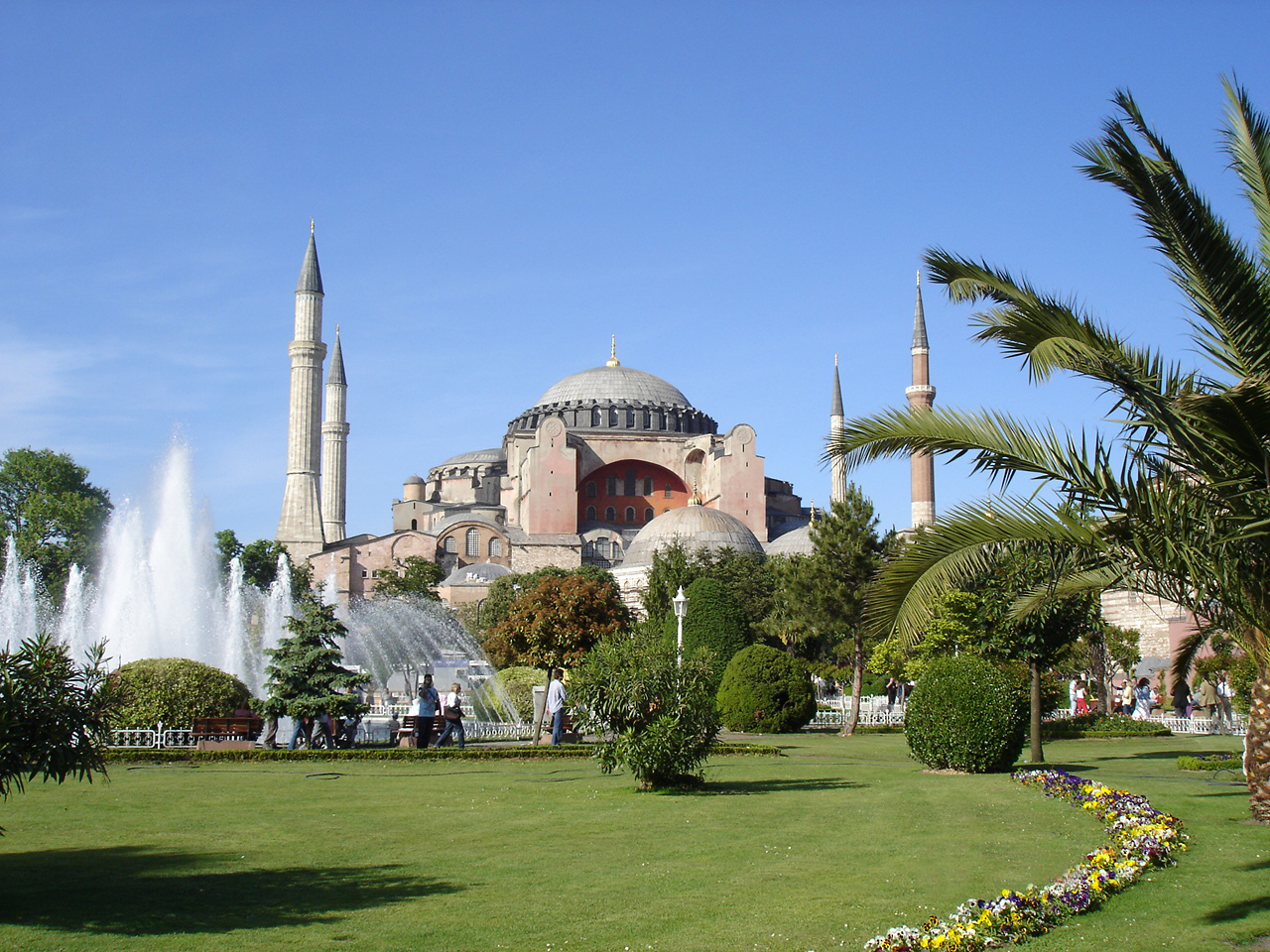
A Hagia Szophia, egykor keresztény katedrális, később muszlim mecset, ma múzeum

Törökország szekuláris alkotmánnyal rendelkezik, nincs hivatalos államvallása. A törökök 99%-a az iszlám vallást gyakorolja, 70%-uk a szunnita ághoz tartozik, kb. 25% pedig az alevi ághoz. A korábban jelentős számú görög és örmény keresztények valamint a zsidó vallásúak száma az Oszmán Birodalom szétesésekor megfogyatkozott. Csatlakozása esetén Törökország lenne az első, többségében iszlám vallású ország az unióban, bár az ugyancsak muszlim többségű Albánia, Bosznia-Hercegovina és Koszovó is lehetséges tagjelöltek.
A török alkotmány elismeri az egyén szabad vallásgyakorlási jogát, a vallási közösségeket az állam védelmezi, de az alkotmány kimondja, hogy a vallási közösségek nem szólhatnak bele a joggyakorlatba, például nem alakíthatnak vallási pártot. Törökországban a köztársaság fennállása óta tilos volt muszlim fejkendőt vagy szimbolikus vallási ruházatot viselni állami épületekben, iskolák és egyetemek területén. Az Emberi Jogok Európai Bírósága a törvényt nem tekintette kifogásolhatónak, ennek ellenére a kormányzó Igazság és Fejlődés Pártja 2008-ban a fejkendő-törvényt eltörölte.

### A 301-es cikk

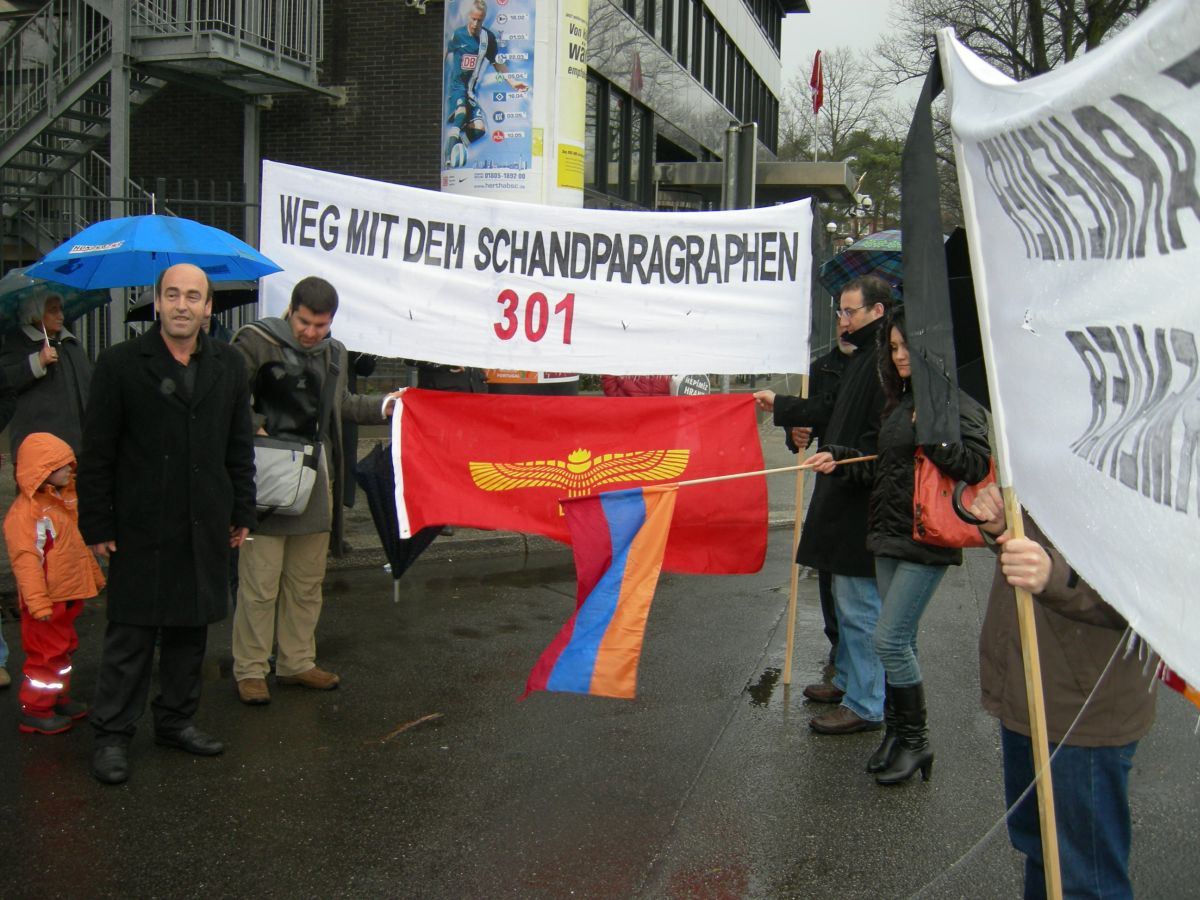
Tüntetés a 301-es cikk ellen Németországban, 2008 januárjában

A török büntető törvénykönyv 301-es cikke kimondja, hogy aki megsérti a „török nemzetet, a Köztársaságot vagy a Török Nagy Nemzetgyűlést, az hat hónaptól három évig terjedő börtönbüntetéssel sújtható”, illetve azt is, hogy a kritikának szánt gondolatok kifejezése nem számít bűncselekménynek.
Az Európai Unió a csatlakozási tárgyalások megkezdése óta többször is kritikával illette a büntetőtörvénykönyv eme cikkét, különösen amikor ez alapján emeltek vádat a Nobel-díjas író, Orhan Pamuk illetve a később meggyilkolt Hrant Dink újságíró ellen, amiért elismerték az örmény népirtás tényét. Olli Rehn csatlakozásért felelős biztos „sajnálatosnak”, „igen szerencsétlennek” és „elfogadhatatlannak” minősítette Pamuk esetét. Abdullah Gül később kijelentette, hogy szerinte is szükség van a cikk megváltoztatására. 2008. április 30-án a törvényt megváltoztatták. A változtatások szerint már nem a törökséget, hanem a török nemzetet ért sérelemért lehet valaki ellen pert indítani, de csak az igazságügyi miniszter jóváhagyásával és a maximális kiszabható büntetés a korábbi három év helyett két év lehet.

### A nők jogai

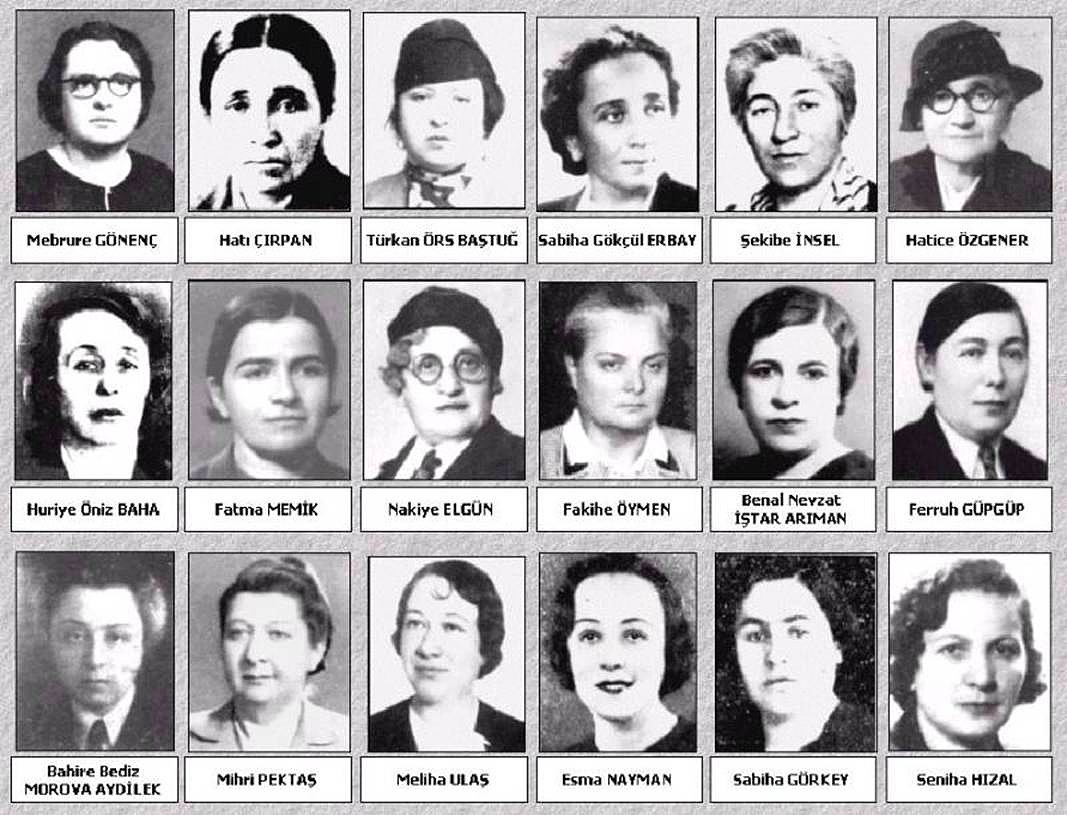
1935-ben tizennyolc női képviselő került be a török parlamentbe, abban az időben, amikor Európa legtöbb országában a nőknek még nem volt szavazati joguk

Törökországban a köztársaság megalakulása után, 1924-ben a nők jogot nyertek arra, hogy a közszférában dolgozhassanak. 1930-ban kapták meg a szavazati jogot a helyi választásokon, 1934-ben pedig az országos választásokon, és ugyanebben az évben nyerték el a jogot a választhatóságra is. 1935-ben tizennyolc nőt választottak parlamenti képviselővé. Mindazonáltal csak az 1980-as években kezdtek a nők komolyabban foglalkozni a politikával. 1993-ban Tansu Çiller lett az ország első női miniszterelnöke.
Az Európai Unió az emberi jogok és a nők jogainak tiszteletben tartását a csatlakozás egyik sine qua nonjaként definiálta Törökország számára. Az uniós felmérés szerint Törökország rendelkezései a nők jogaról általában véve kielégítőek, de kiegészítésekre is szükség van. A nők jogainak kiterjesztése csak a 2000-es évek első felében valósult meg, addig például a férj szava számított a házasságban a válás, a vagyonmegosztás és a gyermekelhelyezés tekintetében. 2001-ben fogadta el a parlament az új polgári törvénykönyvet, mely a házastársakat már egyenlő feleknek tekinti, illetve eltörölték az addig érvényben lévő törvénytelen gyermek fogalmát is. Nimet Çubukçu török nő- és családügyi államminiszter szerint azonban hosszú időnek kell eltelnie, míg a törvényben garantált jogok a kultúra részévé válnak. Többek szerint a nők helyzete a törvényi egyenlőség ellenére sem mondható megfelelőnek, a képviselőknek alig 9%-a nő és még mindig általános az országban a nők sérelmére elkövetett, családon belüli erőszak, amiről a legtöbb nő hallgat. A nők jogaiért küzdő aktivisták szerint a társadalom változóban van, régebben a megkérdezett tíz emberből kilenc a nők ellen elkövetett családon belüli erőszakot helyénvalónak tartotta, ma már tíz emberből kilenc elítéli, és a média is nagyobb figyelmet fordít az ilyen erőszakos cselekményekre. Mindazonáltal azt is megemlítették, hogy a török kormánynak nagyobb figyelmet kellene fordítania a civil szervezetekre, mert az együttműködés még hiányzik.

### A katonai szolgálatot lelkiismereti okokból megtagadók helyzete
Törökország és Azerbajdzsán az Európa Tanács két olyan tagja, akik nem ismerik el az úgynevezett conscientious objector lehetőségét, azaz a katonai szolgálat lelkiismereti okokból való megtagadását, és alternatív szolgálat lehetőségét sem hajlandók felajánlani az ilyen személyeknek. A katonai szolgálat megtagadása Törökországban börtönnel büntethető, és ez alól nem jelent kivételt, ha a behívott lelkiismereti okokra hivatkozik.

## Közvélemény

### Az Európai Unióban
Az uniós tagállamok lakosságának többsége ellenzi Törökország csatlakozását, az Eurobarometer 2006-os őszi felmérése szerint az uniós állampolgárok 59%-a nem szeretné, ha csatlakozna, és csupán 28%-uk támogatja. A legtöbben (tízből kilenc megkérdezett) az emberi jogok helyzetét hozta fel okként. A 2006-os tavaszi felmérés szerint az újonnan csatlakozott országokban magasabb Törökország támogatottsága (44%), mint a régebbi uniós országokban (38%). A legtöbben Ausztriában ellenzik (81%), a leginkább pedig Romániában támogatják (66%). Észak-Ciprus lakosságának 67%-a látná szívesen Törökországot az Európai Unió tagjai között. Dánia lakosságának 60%-a ellenzi a csatlakozást, annak ellenére, hogy a dán kormány kiáll Törökország mellett. Magyarország támogatja a török csatlakozást, a magyar lakosság 44%-a egyetért, míg 46%-a ellenzi.

### Törökországban
A csatlakozási tárgyalások 2004-es megnyitóját Törökországban nagy ünneplés fogadta, egyes újságok Helló Európa címmel cikkeztek az eseményekről. Ennek ellenére az ország lakosságának csupán 54%-a támogatja a csatlakozást. Az Eurobarometer 2006-os felmérése szerint a törökök 43%-a gondol pozitívan az EU-ra, 35%-uk bízik benne, 45%-uk támogatja a bővítési folyamatokat, de csak 29%-uk fogadna el egy uniós alkotmányt.

## Fordítás
- Ez a szócikk részben vagy egészben  az   Accession of Turkey to the European Union című angol Wikipédia-szócikk ezen változatának fordításán alapul.  Az eredeti cikk szerkesztőit annak laptörténete sorolja fel. Ez a jelzés csupán a megfogalmazás eredetét és a szerzői jogokat jelzi, nem szolgál a cikkben szereplő információk forrásmegjelöléseként.